# Memorial das Conquistas (Santos Futebol Clube)
O Memorial das Conquistas “Milton Teixeira” é um museu localizado no Estádio Urbano Caldeira (mais conhecido como Vila Belmiro), em Santos, e reúne registros e objetos da história e principais conquistas do Santos Futebol Clube. 
O museu conta com 380 metros quadrados, que leva o visitante a diferentes momentos importantes da história do clube, onde diversas atrações estão presentes, tais como fotos, uniformes de ídolos, bolas históricas e troféus. O ambiente, organizado por temas, dispõem também de espaços com a história dos ídolos do clube, como Pelé e Neymar, e vídeos dos grandes momentos. As Sereias da Vila também contam com um espaço reservado, mostrando os principais títulos da equipe feminina do Peixe.

## História

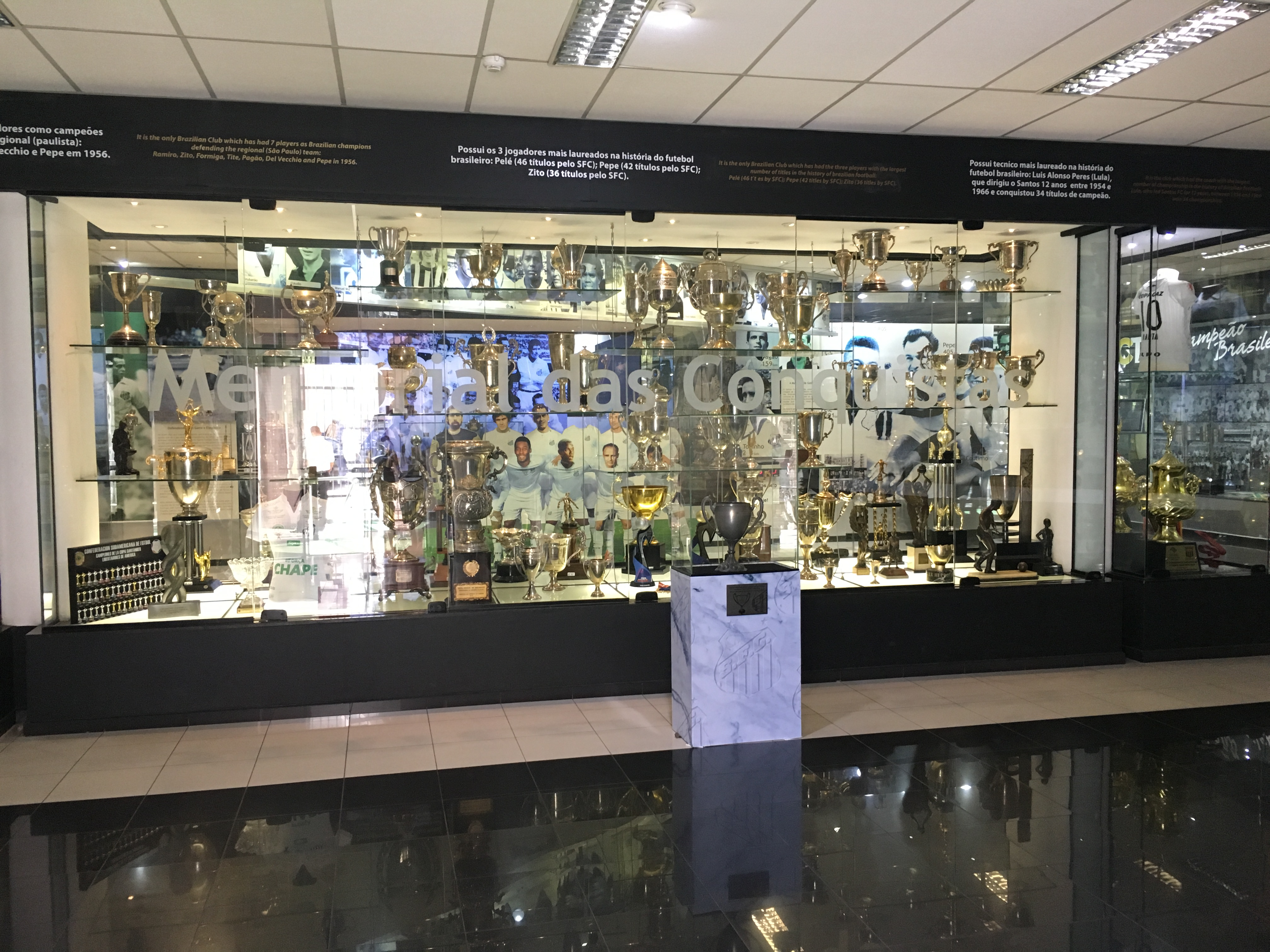
Entrada do museu Memorial das Conquistas.

O museu foi inaugurado em 17 de novembro de 2003 e conta com mais de 600 troféus, vídeos, flâmulas e muita informação. Este é um pequeno resumo do Memorial das Conquistas do Santos Futebol Clube, espaço que apresenta um pouco da história centenária do time que revelou Pelé, dominou o planeta na década de 60 e que teve um dos melhores jogadores do mundo atualmente, Neymar.
O museu trouxe turistas para a cidade de Santos, atraindo amantes de futebol, torcedores de outros times e até pessoas que não gostam de esporte. Dessa forma, o memorial é a principal atração dos pontos turísticos de Santos. Logo na entrada do museu, há o passado e o presente do time, com homenagens à jogadores falecidos que representaram o time. Há espaços dedicados aos técnicos campeões, aos presidentes que passaram pelo clube, uniformes históricos, as conquistas do futebol feminino e uma sala onde é reproduzido um vídeo sobre o centenário santista. Atualmente, o Memorial das Conquistas realiza exposições temporárias, como a do historiador Guilherme Guarche, que conta com livros de sua autoria (e de outros escritores) a história do Santos.

### Visitantes
Desde 2003, o Memorial das Conquistas recebe mais visitantes a cada ano que passa. Em 2012 foi registrada movimentação recorde: 130.330 pessoas. Tanta gente gerou uma receita ao Santos Futebol Clube de R$ 693.997,00. No ano anterior, 115.103 passaram pelas catracas do museu. A arrecadação chegou a R$ 596.160,00. Em 2013, entre 2 e 6 de janeiro, o local já recebeu 5.524 visitantes. O pico do período foi registrado no dia 4: 1503 pessoas.
Nos dez anos de existência do Memorial das Conquistas, mais de 1 milhão de pessoas visitaram o espaço.

## Estado Atual

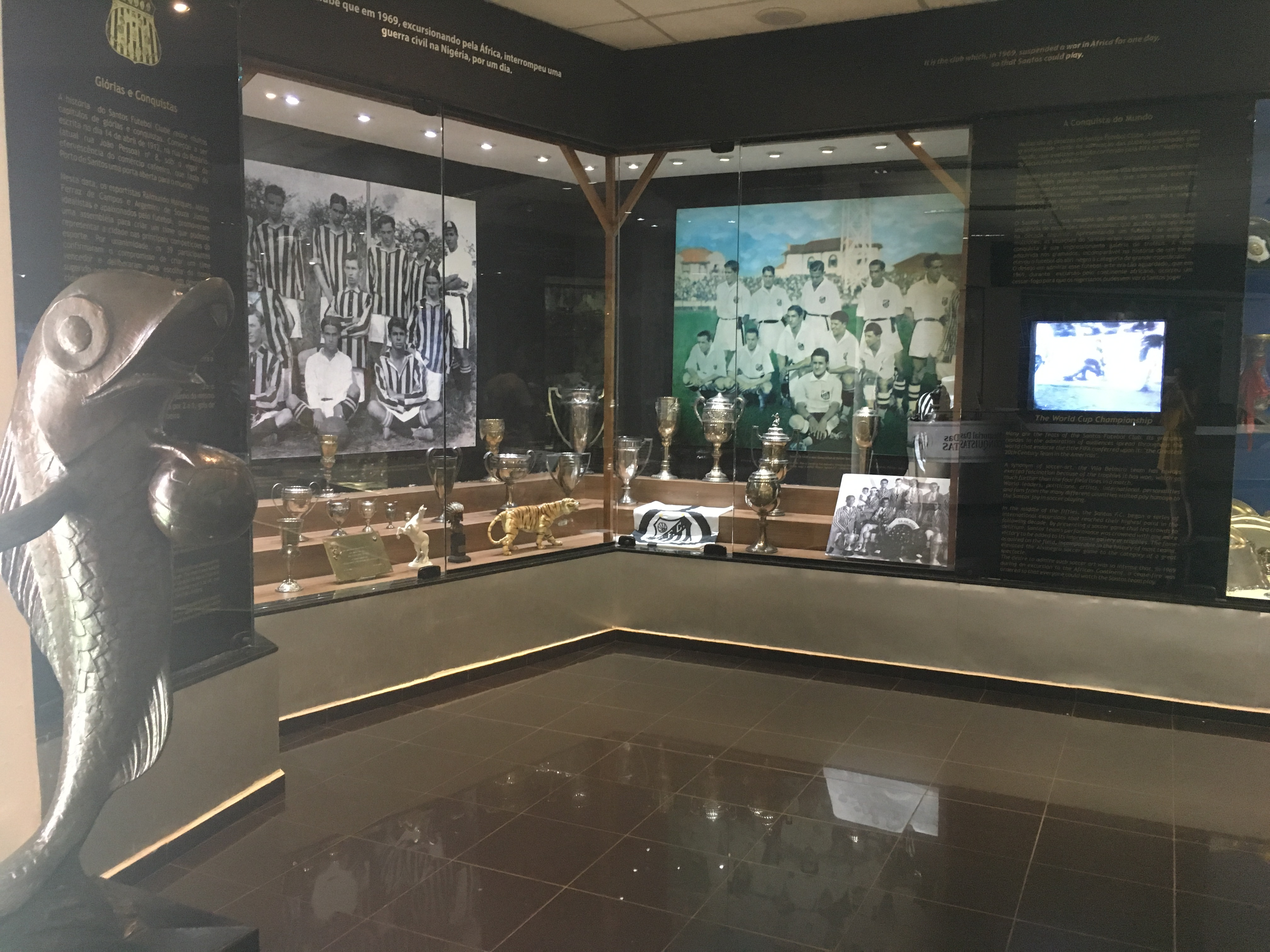
Vista do canto da entrada do museu Memorial das Conquistas.

O museu resgata a trajetória do Santos Futebol Clube, dessa forma todas as vezes que o time faz história o museu se transforma de alguma maneira. No memorial estão expostas as conquistas que o time obteve no passado, mas também acompanha a situação atual, fazendo dele um museu em eterna metamorfose, pois toda contribuição que o time faz para sua história também o faz para o museu. Uma dessas transformações ocorreu em 2016, quando o clube venceu o Campeonato Paulista e adicionou o troféu a coleção.

### Difusão
Durante o ano de 2015 o Memorial das Conquistas fez uma parceria com o Museu Pelé, que também se encontra na cidade de Santos. Para o benefício daqueles mais interessados pela história do futebol brasileiro e que desejavam visitar os dois museus o preço para a visitação era promocional.

## Acervo

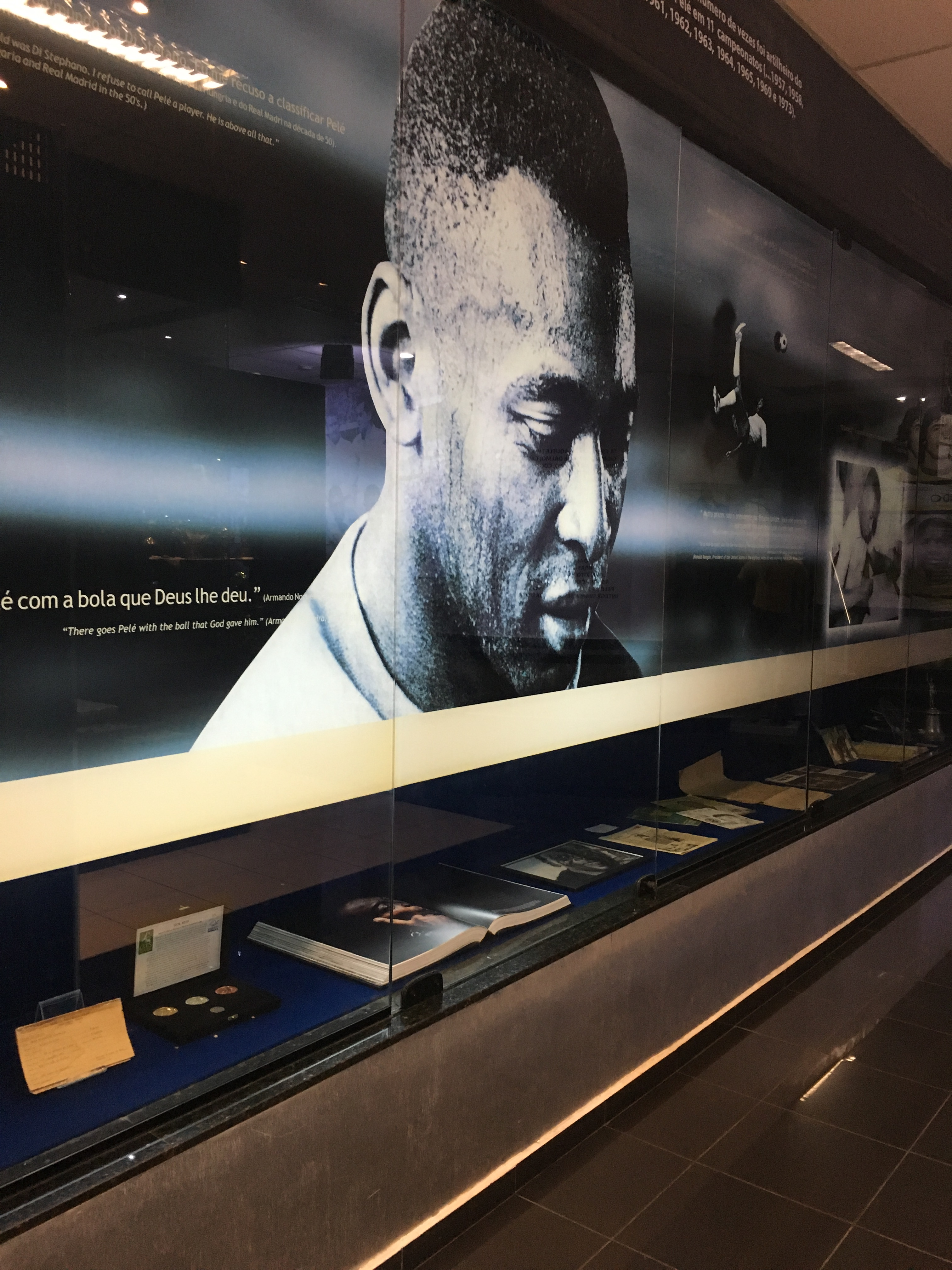
História do ex-jogador Pelé.

O museu possui diversas atrações e áreas dedicadas a expor a rica história que possui, contando com troféus de competições nacionais e internacionais, itens doados, fotos de momentos importantes, vídeos de gols e clipes sobre o clube, entre outros espaços interessantes. O primeiro espaço que se encontra ao entrar no museu é dedicado a conquista da Taça Libertadores da América de 2011, com fotos, uma réplica do troféu e outras atrações. Existe uma vitrine com todas as taças do campeonato brasileiro, e uma outra separada com os dois troféus mais antigos da Libertadores e Mundial (1962 e 1963). Outra atração é uma maquete do estádio visto de cima.

### Espaço Pelé

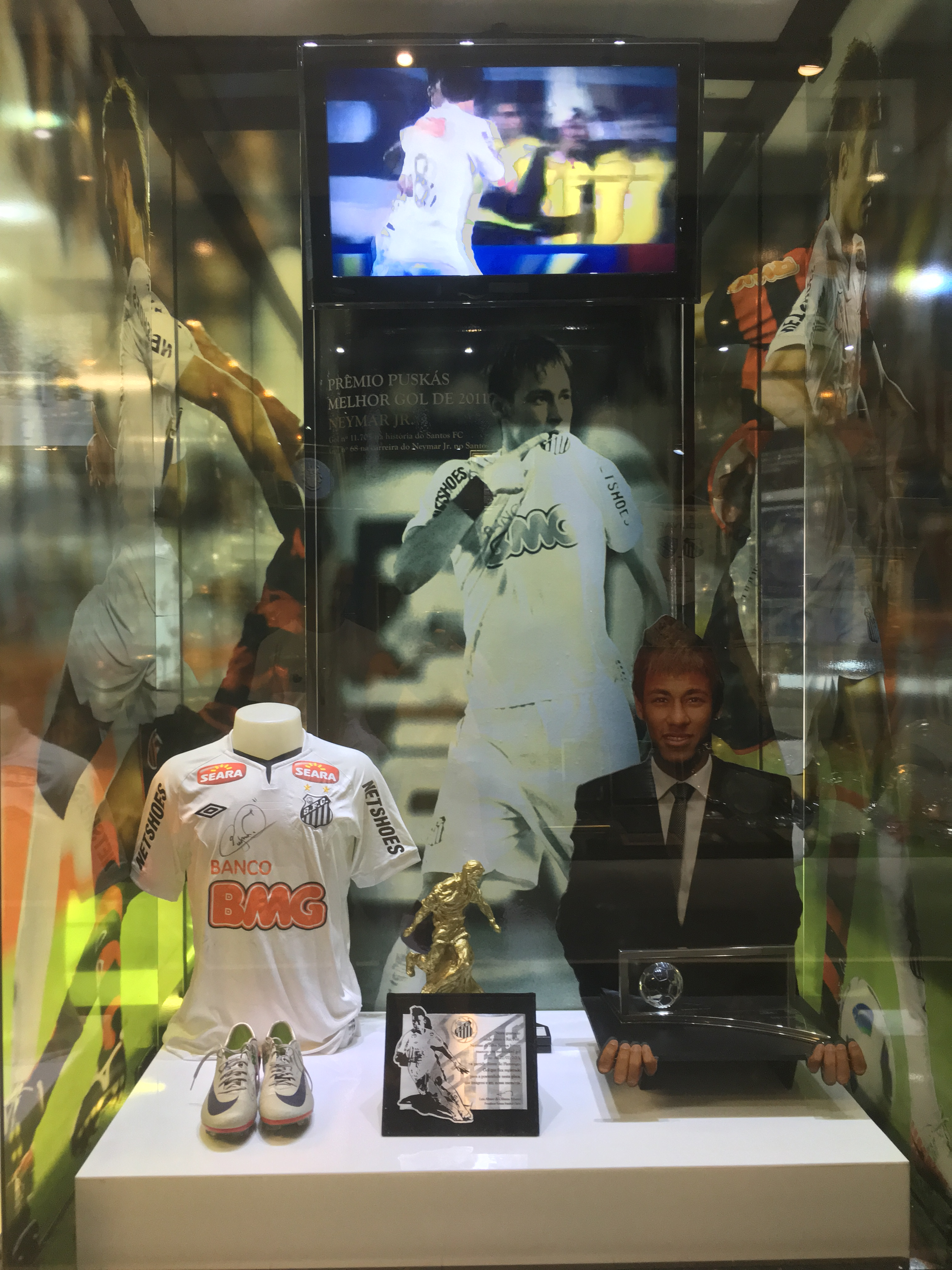
Prêmio Puskás/ Melhor gol de 2011 - Neymar Junior.

Há uma área dedicada ao rei do futebol Edson Arantes do Nascimento, conhecido como Pelé. Está repleta de fotos jogando pelo Santos e outras informações sobre sua história. Expõem também algumas de suas estatísticas, como os 1.091 gols marcados em 1.114 jogos pelo Santos, assim como conquistas pessoais e em nome do clube.

### Espaço Puskas
É uma vitrine contendo o título do de gol mais bonito de 2011, o prêmio Puskas, feito pelo então camisa 11 do Santos: Neymar Jr. Contém uma televisão passando o gol, com diversas câmeras e comentaristas diferentes, também tem a chuteira que o atacante estava utilizando no momento.

### Recordações Internacionais
É um dos principais espaços do museu, e um dos mais procurados pelos visitantes também. Demonstra a importância que o clube possui no cenário mundial, contém recordações enviadas de clubes e astros do esporte de outros países e apresenta flâmulas de jogos internacionais que o clube disputou.

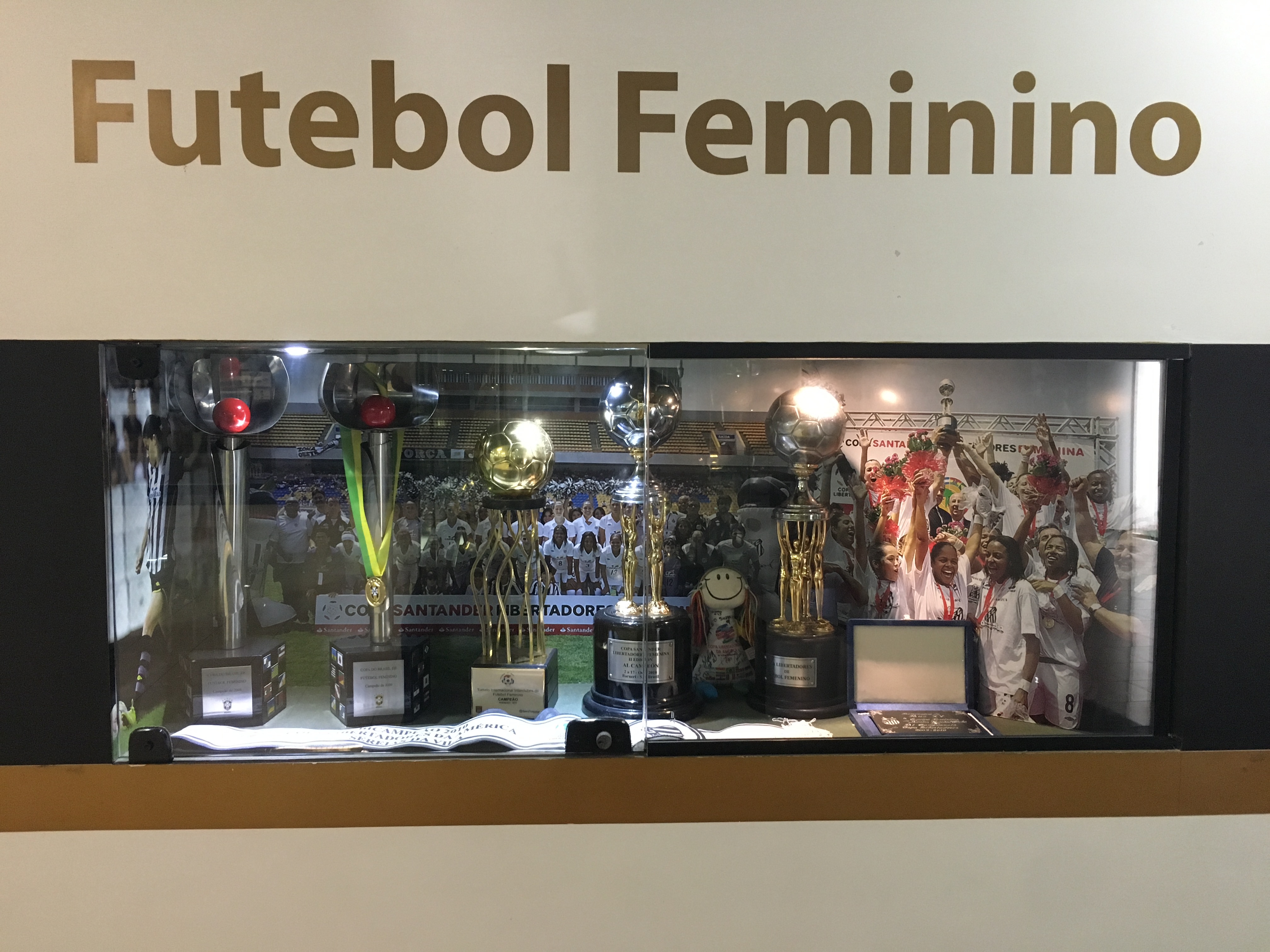
Conquistas/história futebol feminino SFC.

### Sereias da Vila
O espaço conta com as conquistas das Sereias da Vila, com os troféus do Torneio Internacional Interclubes, Copa Mercosul, Campeonato Brasileiro, Copa do Brasil, Campeonato Paulista e as duas Copa Libertadores da América.

### Taças

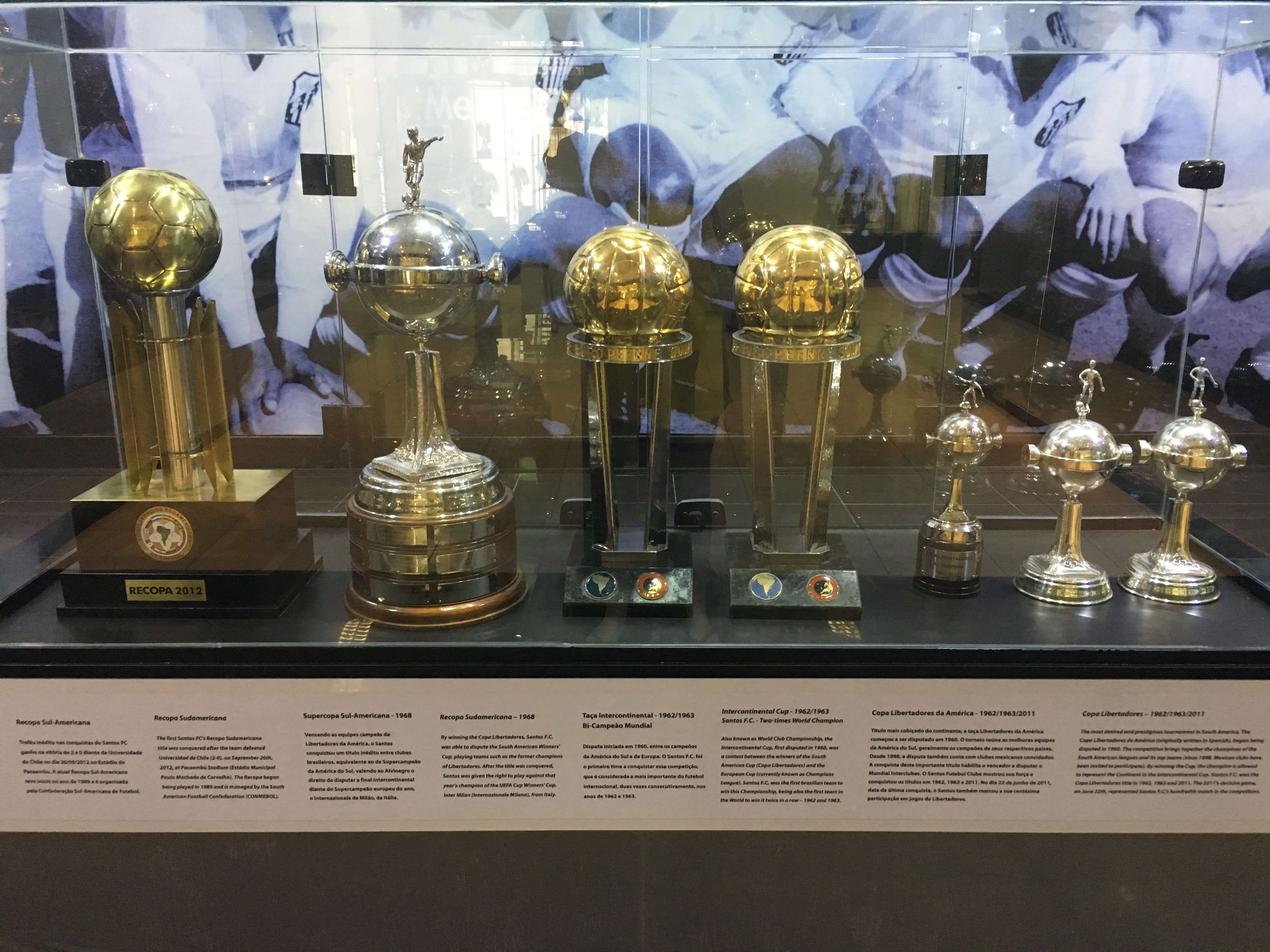
Títulos conquistados pelo Santos Futebol Clube.

Ao longo de sua história o time conquistou diversos títulos regionais, nacionais e internacionais. Os de maior importância são as duas vitórias consecutivas da Copa Intercontinental, em 1962 e 1963, nesses mesmos anos e também em 2011 o clube conquistou a Copa Libertadores da América. Possui também 8 títulos do Campeonato Brasileiro de Futebol, sendo que ganhou 5 anos seguidos entre 1961 e 1965, além disso é campeão de um total impressionante de 22 Campeonato Paulista de Futebol, o mais recente em 2016. A única taça do Copa do Brasil de Futebol foi adquirida em 2010.

## Galeria

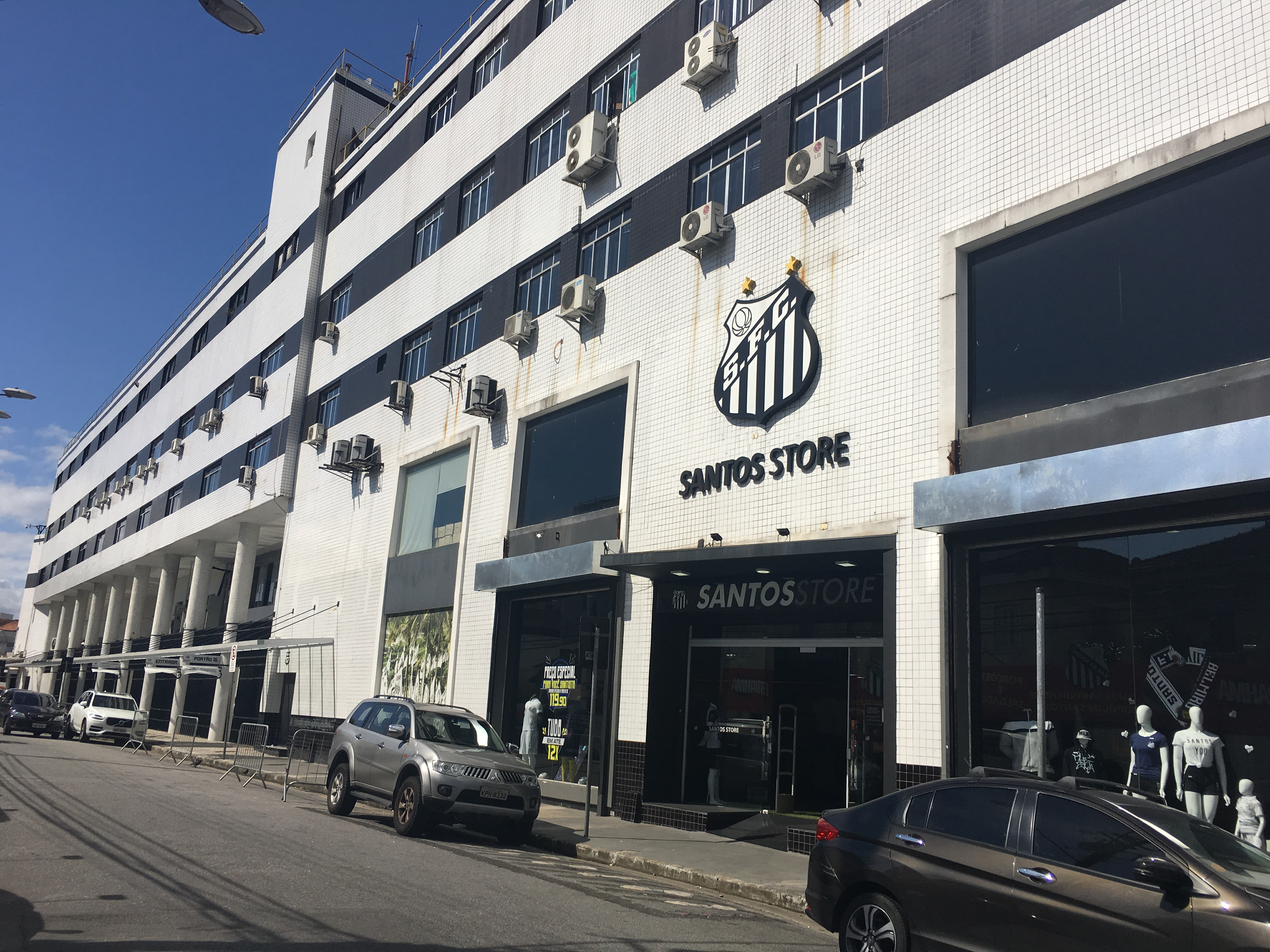
Loja do Santos Futebol Clube.
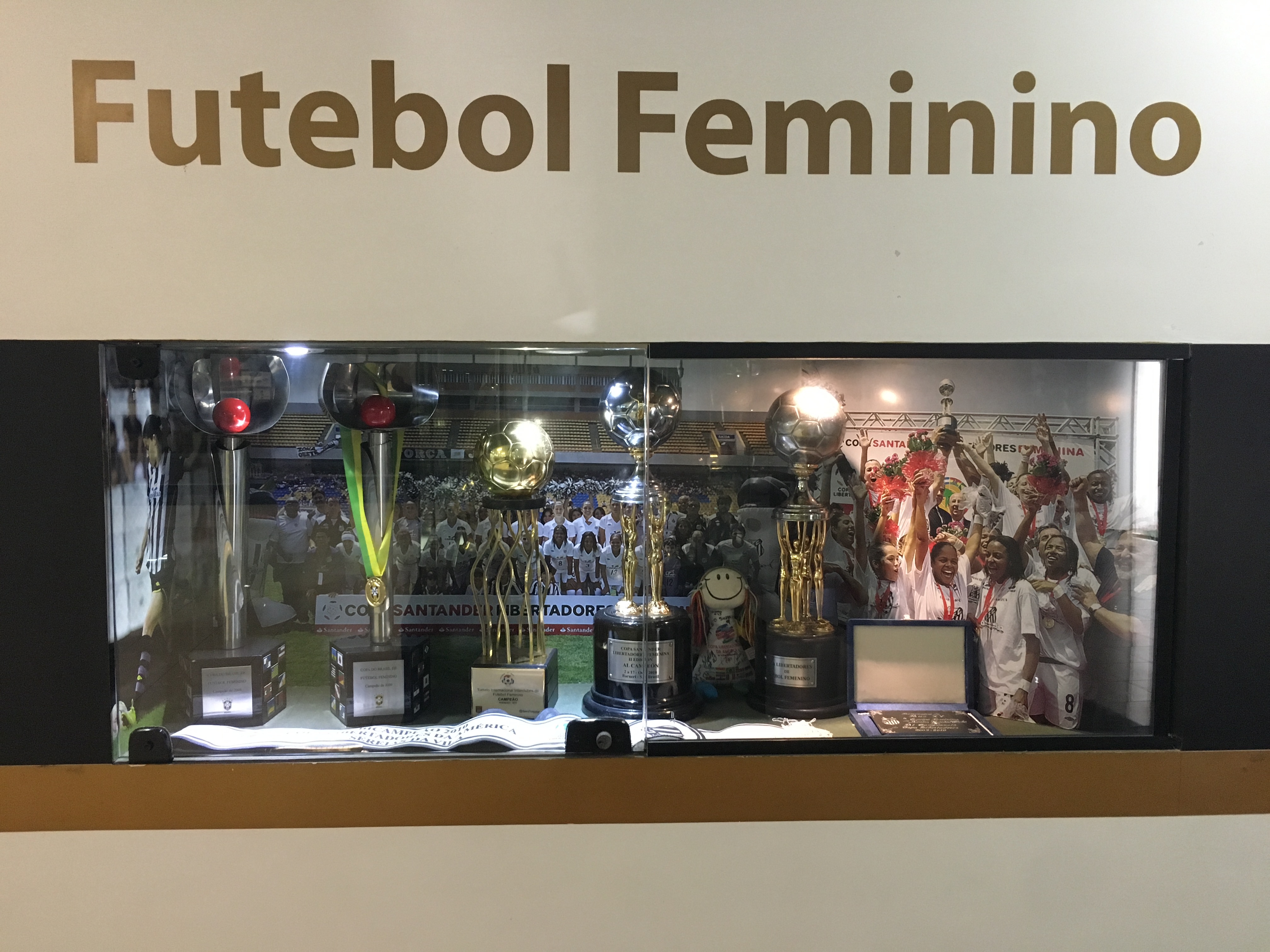
Conquistas/história futebol feminino SFC.
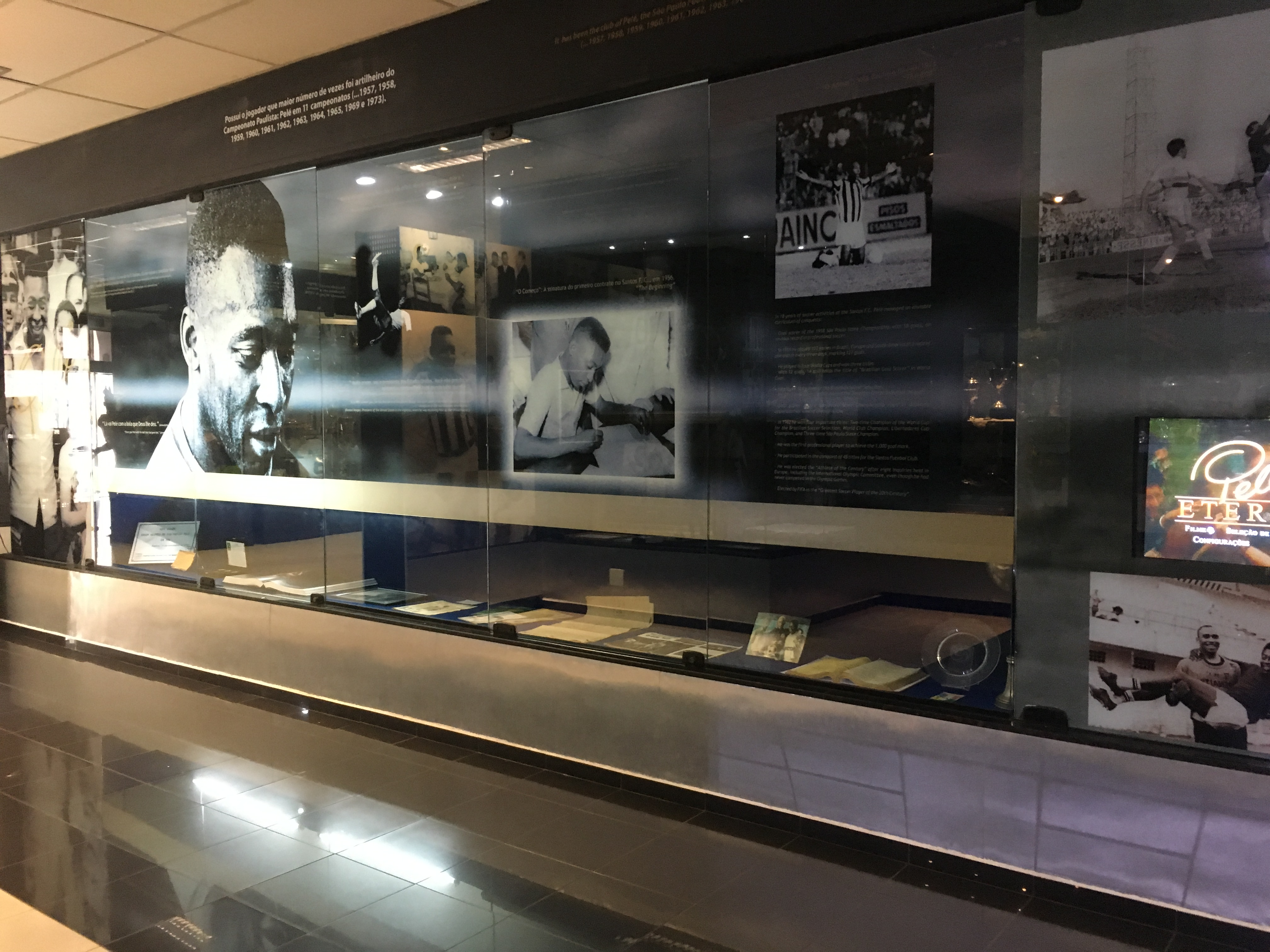
Maior artilheiro em 11 jogos do Campeonato Paulista.
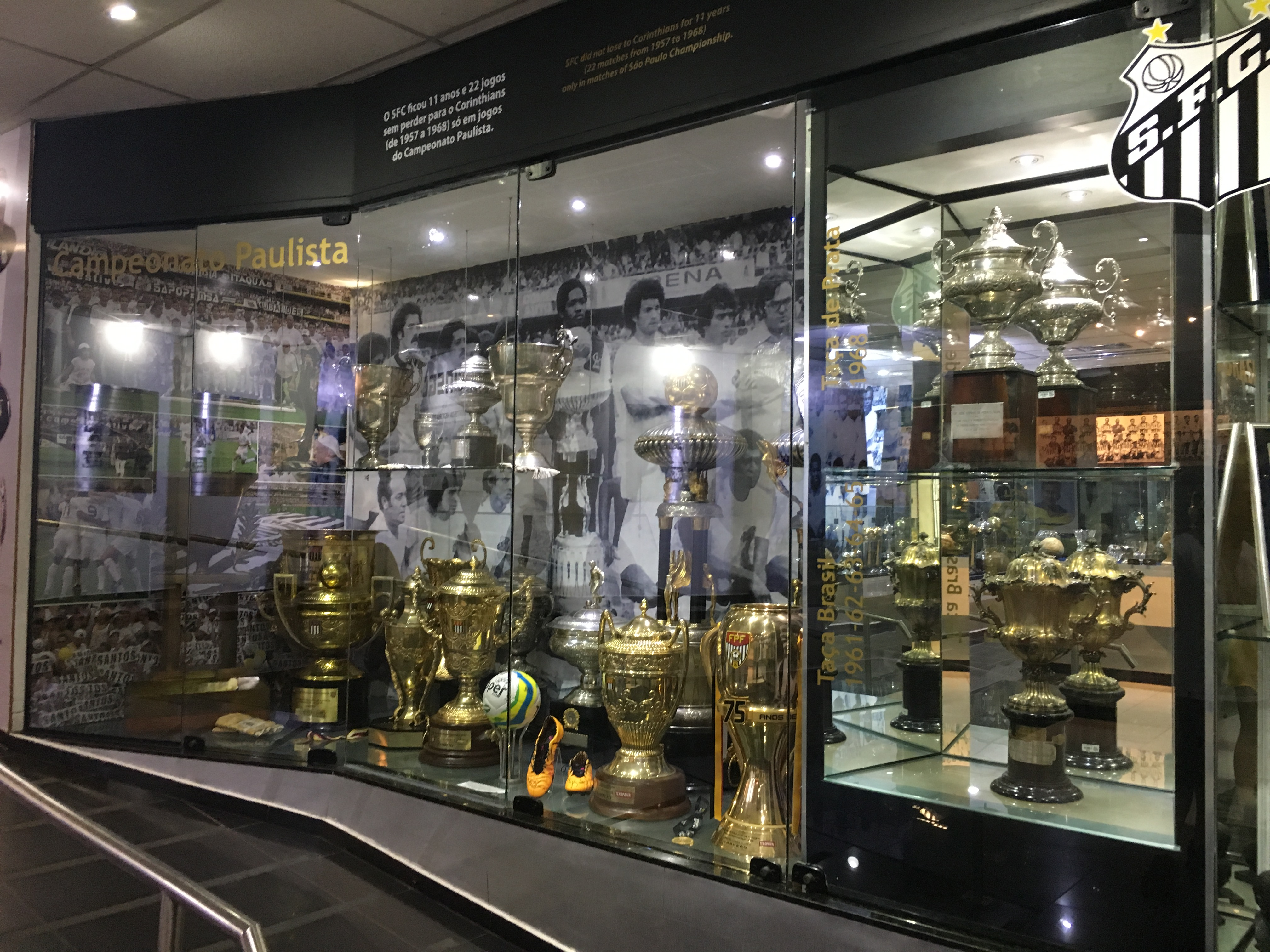
Troféus conquistados Campeonato Paulista.
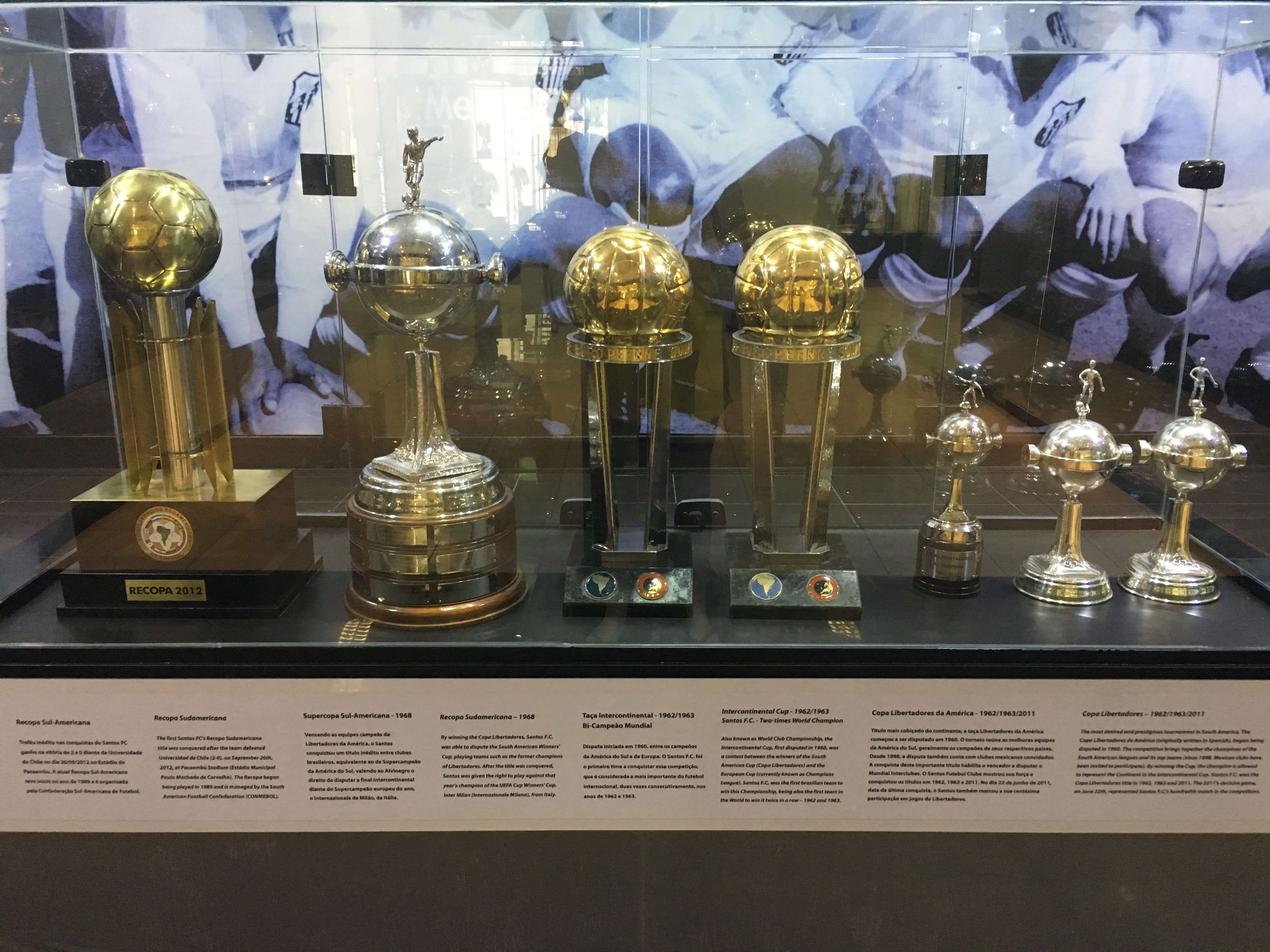
Títulos conquistados pelo Santos Futebol Clube.

## Ligações Externas
- «Sítio oficial»
- Memorial das Conquistas no Instagram